# فنسنت لوبيز
فنسنت لوبيز (بالإنجليزية: Vincent Lopez)‏ هو عازف جاز وعازف بيانو أمريكي، ولد في 30 ديسمبر 1895 في بروكلين في الولايات المتحدة، وتوفي في 20 سبتمبر 1975 في ميامي بيتش في الولايات المتحدة.

## وصلات خارجية
- فنسنت لوبيز على موقع IMDb (الإنجليزية)
- فنسنت لوبيز على موقع ميوزك برينز (الإنجليزية)
- فنسنت لوبيز على موقع قاعدة بيانات برودواي على الإنترنت (الإنجليزية)
- فنسنت لوبيز على موقع ديسكوغز (الإنجليزية)
- فنسنت لوبيز على موقع قاعدة بيانات الفيلم (الإنجليزية)